# Gmina Matulji
Gmina Matulji (chorw. Općina Matulji) – gmina w Chorwacji, w żupanii primorsko-gorskiej. W 2011 roku liczyła  11246 mieszkańców.